# Tempelj in Konfucijeva grobnica v Čufuju
Konfucijev tempelj in pokopališče ter dvorec družine Kong v Čufuju v provinci Šandong na Kitajskem vključujejo Konfucijev tempelj, Konfucijevo pokopališče in dvorec družine Kong.
Od leta 1994 je Konfucijev tempelj (kitajsko: 孔庙; pinjin: Kǒng Miào) del Unescovega seznama svetovne dediščine Konfucijev tempelj in pokopališče ter dvorec družine Kong v Čufuju.Druga dva dela območja sta bližnji dvorec družine Kong (kitajsko: 孔府; pinjin: Kǒng Fǔ), kjer so živeli glavni potomci Konfucija in Konfucijevo pokopališče (kitajsko: 孔林; pinjin: Kǒng Lín) nekaj kilometrov severneje, kjer so pokopani Konfucij in mnogi njegovi potomci. Ta tri mesta so v Čufuju skupaj znana kot San Kong (三孔), tj. 'Tri konfucijanska [najdišča]'.

## Konfucijev tempelj
Dve leti po Konfucijevi smrti je princ Luja njegovo hišo posvetil kot tempelj. Leta 205 pr. n. št. je bil cesar Gao iz dinastije Han prvi cesar, ki je v mestu Čufu daroval žrtve v čast Konfuciju. Dal je zgled mnogim cesarjem in visokim uradnikom, ki so mu sledili. Kasneje je obisk Čufuja po kronanju postal običaj za cesarje. Mesto so obiskali tudi po zmagi v vojni.
Konfucijeva prvotna trisobna hiša je bila med prenovo leta 611 pr. n. št. odstranjena iz tempeljskega kompleksa. Leta 1012 in 1094, med dinastijo Song, je bil tempelj razširjen. Leta 1214, med dinastijo Džin, sta ga uničila požar in vandalizem. Leta 1302 je bil med dinastijo Juan obnovljen in razširjen. Leta 1331 je bil okoli templja zgrajen zid, ki je bil zasnovan po vzoru cesarske palače. Potem ko ga je opustošil še en požar, so tempelj leta 1499 ponovno zgradili.
Tempeljski kompleks je drugi največji na Kitajskem (za Prepovedanim mestom). Obsega 16.000 m² in ima skupno 460 sob. Arhitektura templja spominja na Prepovedano mesto, saj je velik del obnove sovpadal z gradnjo palače v Pekingu.
Glavni del templja sestavlja devet dvorišč okoli osrednje osi, usmerjenih v smeri sever-jug, in dolgih 1,3 km. Prva tri dvorišča imajo majhna vrata, zasajena z borovci, ki služijo uvodnemu namenu. Prva vrata se imenujejo Vrata Lingšing (poimenovana po ozvezdju Velikega voza), ime, ki nakazuje, da je Konfucij ena od zvezd na nebu.
Stavbe v središču kompleksa so strukture z rumenimi ploščicami in rdeče pobarvanimi stenami. Rumena barva se tukaj uporablja izjemoma, saj je bila ta barva rezervirana za cesarje. Glavne stavbe so paviljon Stele, paviljon Šing Tan, lok Mu Tiandi, dvorana Dačeng (zgrajena v času dinastije Čing) in dvorana Konfucijeve žene.
Dvorana Dačeng (Dvorana velike popolnosti) je arhitekturno središče kompleksa. Zavzema površino 54 x 34 metrov. Dvorano podpira 28 bogato okrašenih stebrov. Vsak steber je visok 6 metrov in ima premer 0,8 metra. Izklesani so iz kosa lokalne kamnine. 10 sprednjih stebrov je okrašenih z zmaji. Pravijo, da so te stebre med obiski cesarjev prekrivali, da ne bi vzbujali njihove zavisti.
Dvorana Dačeng je bila glavno prizorišče daritev v čast Konfucija. V središču dvorišča pred dvorano je marelična ploščad, ki obeležuje nauke, ki jih je Konfucij pod marelico dal svojim učencem.

## Konfucijevo pokopališče
Konfucijevo pokopališče je severno od mesta Čufu. Najstarejše grobnice na tem pokopališču izvirajo iz dinastije Džov.
Prvotna grobnica, postavljena v spomin na Konfucija, na bregovih reke Sišui, je bila podobna obrisu sekire. Imela je tudi opečnato ploščad za žrtvene daritve. Sedanja grobnica je na hribu. Ko so grobnico odprli med kulturno revolucijo, niso našli nobenih človeških ostankov. Okoli filozofove grobnice so grobovi nekaterih njegovih potomcev in spominska stela.
Ker so Konfucijevi potomci imeli plemiške nazive in se poročili s princesami, nekatere grobnice na pokopališču prikazujejo simbole plemstva. Na pokopališču je približno 3600 grobnic iz dinastij Song, Juan, Ming in Čing.
Pokopališče je bilo skozi stoletja deležno več kot 13 prenov in širitev. Konec 18. stoletja je obseg pokopališča dosegel 7,5 km, kar je skupno 3,6 km². Na tem prostoru lahko najdete grobove več kot 100.000 Konfucijevih potomcev, ki so bili tukaj pokopani v obdobju več kot 2000 let. Najstarejše grobnice izvirajo iz dinastije Džov, najnovejše pa pripadajo potomcem iz 76. do 78. generacije.
Več kot 10.000 dreves daje pokopališču gozdnat videz. Pokopališče prečka 1266 metrov dolga pot. Pot je obdana s cipresami in borovci. Ob poti je tempelj Jan, posvečen Konfucijevemu najljubšemu učencu. Tempelj je pomanjšana različica templja njegovega učitelja.

## Dvorec družine Kong
Konfucijevi potomci so živeli v dvorcu družine Kong, ki je stal vzhodno od templja. Bili so odgovorni za vzdrževanje templja in pokopališča. Še posebej so bili zadolženi za verska praznovanja, ki so potekala ob posebnih priložnostih, kot so čas sajenja in žetve, rojstni dnevi in tista v čast pokojnika.
Družina Kong je imela pod nadzorom največje zasebno podeželsko posestvo na vsej Kitajski. Prvi dvorec je bil zgrajen leta 1038 in je bil povezan s templjem. Med obnovo leta 1377 je bil premaknjen nedaleč stran od templja. Leta 1503 je bil razširjen v tri vrste stavb s 560 sobami in, tako kot v primeru konfucijanskega templja, devetimi dvorišči. Dvorec je bil leta 1838 popolnoma prenovljen, a ga je leta 1887 skoraj uničil požar. Dve leti pozneje je bil obnovljen; stroške popravil v 19. stoletju je kril cesar.
Danes dvorec sestavlja 152 stavb s 480 sobami. Zavzema površino 12.470 m². V dvorcu so živeli Konfucijevi potomci do leta 1937, ko se je zadnji od njegovih potomcev, Kong Dečeng, preselil na Tajvan.
Struktura dvorca je tradicionalna za kitajske hiše, s službenimi sobami spredaj in stanovanjskimi sobami zadaj. Poleg tega je prostorska razporeditev stavb odvisna od starosti, spola in statusa prebivalcev, kar odraža Konfucijevo načelo reda in hierarhije. Najstarejši filozofov potomec je živel v osrednjem delu treh glavnih stavb; njegov mlajši brat je zasedal dvorano Ji Gun na vzhodu.
- Konfucijev tempelj]
- Konfucijevo pokopališče
- Dvorec družine Kong